# 新安镇 (六安市)
新安镇，是中华人民共和国安徽省六安市裕安区下辖的一个乡镇级行政单位。

## 行政区划
新安镇下辖以下地区：
街道社区、关塘村、东关村、石塘村、兴隆村、徐渡村、李庙村、赵元村、洪河村、西桥村、小牛村、马河村、陈集村、杨庙村、迎水村、枫庙村和鲍湾村。